# 팔레지유
팔레지유(프랑스어: Palézieux [palezjø][*])는 스위스 보주의 라보-오롱구에 있는 마을이자, 이전 시정촌이다. 2012년부터 이곳은 오롱 시정촌의 일부를 형성한다.

## 역사
팔레지유는 1134년에 de Palaisol로 처음 언급되었다.
사보이의 통치 아래 팔레지유 가문 (1154년의 문헌에 언급됨)은 마을 근처에 성을 가지고 있었는데, 오늘날 그 유적(주로 벽)을 볼 수 있다. 성은 다양한 통행료와 세금을 통해 이익의 원천이었던 브루아강의 다리를 통제했다.
브루아강 위의 다리는 1700년 홍수로 유실되었다. 여러 청원을 거쳐 1750년에 재건되었으며, 이후 현대화되어 여전히 제자리에 있다.
팔레지유역에 별도의 정착촌이 생긴 것은 1862년에 원래 마을(팔레지유 마을로 알려지게 됨)에서 떨어진 로잔과 베른 사이의 철도 노선이 개통되면서 시작되었다. 1876년에는 팔레지유 마을에 인접해 있는 파예른에서 출발하는 노선이 추가되었고, 1903년에는 팔레지유역에 종점이 있는 그뤼예르로 이어지는 미터궤 노선이 건설되었다.

## 지리
팔레지유는 브루아강과 더 작은 Mionne 및 Biorde 강의 합류 지점 아래에 있으며 팔레지유 마을과 팔레지유역의 두 가지 주요 정착지가 있다. 마을은 634m의 고도에 위치하고 있으며, 676m인 팔레지유역의 북서쪽으로 1.7km(도로로) 떨어져 있다. 팔레지유역은 더 작은 정착지이지만, 주목할만한 철도 교차로이며 기차역의 이름을 따서 명명되었다. 팔레지유역에는 우체국이 있다. 해발 660m에 있는 Serix의 작은 마을은 팔레지유 마을에서 북동쪽으로 도로로 1.3km 떨어져 있다.
이전 시정촌의 면적은 2009년 기준으로 5.8k㎡였다. 이 지역 중 3.6k㎡(62.3%)가 농업 목적으로 사용되는 반면 1.45k㎡(25.1%)는 삼림으로 사용된다. 나머지 토지 중 0.72k㎡(12.5%)가 정착(건물 또는 도로), 0.01k㎡(0.2%)가 강이나 호수이다.
건축면적 중 주택과 건물이 4.8%, 교통기반시설이 5.9%를 차지했다. 숲이 우거진 토지 중 전체 토지 면적의 23.2%는 숲이 우거져 있고 1.9%는 과수원이나 작은 나무 군락으로 덮여 있다. 농경지 중 44.8%가 작물 재배에 사용되고 16.6%가 목초지이다. 시정촌의 모든 물은 흐르는 물이다.

## 지방 정부
부시늬-쉬르-오롱, 샤틸렝, Chesalles-sur-Oron, Ecoteaux, 오롱라빌, 오롱르샤텔, 팔레지유, 레타베르네, Les Thioleyres, Vuibroye가 1월 1일에 통합되었다.
팔레지유는 2006년 8월 31일에 해당 지역이 해산될 때까지 오롱구의 일부였으며, 이후 팔레지유는 새로운 라보-오롱구의 일부가 되었다.
팔레지유의 이전 시정촌은 남쪽으로 프리부르주와 접경했다.

## 교통
이전 시정촌에는 팔레지유 마을역과 팔레지유역의 두 기차역이 있다. 팔레지유 마을역은 스위스 연방 철도의 팔레지유-리스 노선에 있으며, 이 노선은 팔레지유역의 북쪽 교차로에서 로잔-베른 간선과 연결된다. 팔레지유역은 로잔역(철도 이용)에서 북동쪽으로 20.6km 떨어져 있으며, 그뤼예르까지 가는 TPF(프리부르주아 대중교통) 철도 노선의 종점이기도 하다. 시간당 S-반/RER 서비스 S21을 사용하여 구 시정촌의 두 역 사이를 기차로 여행할 수 있다.

## 인구통계
2010년 기준, 팔레지유의 인구는 1,326명이다. 인구는 1970년대 이후 상당히 증가했다. 2008년 기준으로 인구의 17.8%가 거주 외국인이다. 1999년부터 2009년까지 10년 동안 인구는 26.6%의 비율로 변경되었다. 이주로 인해 16.8%의 비율로, 출생과 사망으로 인해 10.7%의 비율로 변화했다.
2000년 기준, 인구 대부분인 981명(89.9%)이 프랑스어를 사용하며, 독일어가 48명(4.4%)으로 2위이고, 포르투갈어가 23명(2.1%)으로 3위이다. 이탈리아어를 할 줄 아는 사람이 6명 있다.
2009년 현재 팔레지유의 연령 분포는 다음과 같다. 164명의 어린이 또는 인구의 12.5%는 0~9세이고 160명의 청소년(12.2%)은 10~19세이다. 성인 인구 중 201명(인구의 15.3%)이 20~29세이다. 196명(14.9%)은 30~39세, 204명(15.5%)은 40~49세, 170명(12.9%)은 50~59세이다. 고령자 분포는 123명(인구의 9.4%)이 60세 이상이다. 69세는 70~79세가 64명(4.9%), 80~89세가 25명(1.9%), 90세 이상이 7명(0.5%)이다.
2000년 기준으로 시정촌에는 미혼이거나 독신인 사람이 474명 있다. 기혼자는 497명, 미망인은 57명, 이혼한 사람은 63명이었다.
2000년 기준 거실당 평균 거주자 수는 0.65명으로, 방당 주 평균인 0.61명과 거의 같다. 이 경우 방은 일반 침실, 식당, 거실, 주방 및 거주 가능한 지하실 및 다락방으로서 4 m2 이상의 주택 단위 공간으로 정의된다. 전체 가구의 약 28.2%가 소유주, 즉 임대료를 내지 않았다(모기지 또는 임대차 계약이 있을 수 있음).
2000년 기준으로 시정촌의 개인가구는 433세대로 가구당 평균 2.4명이다. 1인 가구는 142가구, 5인 이상 가구는 44가구였다. 총 442가구 중 1인 가구가 32.1%로 부모와 동거하는 성인 1명이 있었다. 나머지 가구 중 자녀가 없는 부부는 112쌍, 자녀가 있는 부부는 139쌍이다. 자녀가 있는 편부모는 36명이었다. 혈연관계가 없는 사람들로 구성된 3가구와 일종의 기관이나 다른 공동주택으로 구성된 9가구였다.
2000년에는 총 186동의 주거동 중 77가구(전체의 41.4%)가 단독주택이었다. 다가구는 51채(27.4%), 주로 주거용이 39채(21.0%), 기타 용도(상업·공업)는 19채(10.2%)였다.
2000년에는 총 422채(전체의 82.9%)가 상설 임대되었고, 27채(5.3%)는 계절적 임대, 60채(11.8%)는 비어 있었다. 2009년 기준 신규주택 건설률은 인구 1,000명당 0세대였다. 2010년 시정촌 공실률은 0.17%였다.
역사적 인구는 다음 차트에 나와 있다.

## 정치
2007년 연방 선거에서 가장 인기 있는 정당은 29.09%의 득표율을 기록한 SVP였다. 다음으로 가장 인기 있는 3개 정당은 SP (25.75%), 녹색당 (19.18%), FDP (5.85%)였다. 연방 선거는 총 323표를 득표했고, 투표율은 40.2%였다.

## 경제
2010년 현재 팔레지유의 실업률은 5.7%이다. 2008년 현재 1차 경제 부문에 32명이 고용되어 있으며, 이 부문에 약 13개 기업이 참여하고 있다. 289명이 2차 부문에 고용되었고, 이 부문에 14개의 기업이 있었다. 203명이 3차 부문에 고용되었으며, 이 부문에는 35개의 기업이 있다. 시정촌 주민은 542명으로 일정 정도 고용되었으며, 그중 여성이 전체 노동력의 43.4%를 차지하였다.
2008년에 정규직에 상응하는 총 일자리 수는 462개였다. 1차 부문의 일자리 수는 23개였으며 모두 농업에 있었다. 2차 부문의 일자리 수는 277개로 그중 252개(91.0%)가 제조업, 26개(9.4%)가 건설업이었다. 3차 부문의 일자리 수는 162개였다. 3차 부문의 경우; 69개(42.6%)는 자동차 판매 또는 수리업, 12개(7.4%)는 상품의 이동 및 보관, 14개(8.6%)는 호텔 또는 레스토랑, 17개(10.5%)는 보험 또는 금융업, 6개(3.7%)는 기술 전문가 또는 과학자, 5개(3.1%)는 교육, 33개(20.4%)는 의료 분야에 있었다.
2000년에는 자치단체로 통근하는 근로자가 238명, 출퇴근한 근로자가 397명이었다. 지자체는 근로자의 순수출 지자체로, 1명이 전입할 때 약 1.7명의 근로자가 지자체를 떠나고 있다. 근로 인구 중 22.1%가 출퇴근용 대중교통을, 57.7%가 자가용을 이용하였다.

## 종교
2000년 인구 조사에 따르면 283명(25.9%)이 로마 가톨릭 신자이고, 508명(46.6%)이 스위스 개혁 교회에 속해 있다. 나머지 인구 중 정교회 교인이 30명(인구의 약 2.75%), 크리스찬 가톨릭 교회 교인이 2명(인구의 약 0.18%), 다른 기독교 교회에 속한 개인이 132명(약 12.10%)이 있었다. 1명의 유대인이 있었고, 41명(인구의 약 3.76%)이 이슬람교, 5명의 불교, 그리고 다른 종교에 속한 3인이 있었다. 142명(인구의 약 13.02%)은 교회에 속하지 않았고, 불가지론자 또는 무신론자였으며, 9명(인구의 약 0.82%)은 질문에 대답하지 않았다.

## 교육
팔레지유에서는 인구의 약 381명(34.9%)이 의무 사항이 아닌 고등교육을 이수했으며 123명(11.3%)이 추가 고등교육(대학 또는 응용학문대학)을 마쳤다. 고등 교육을 마친 123명 중 55.3%가 스위스 남성, 30.9%가 스위스 여성, 9.8%가 비스위스계 남성, 4.1%가 비스위스계 여성이었다.
2009/2010 학년도에 팔레지유 학군에는 총 153명의 학생이 있었다. 보주 주립학교 시스템에서는 정치 구역에서 2년간의 의무가 아닌 유아원을 제공한다. 학년도 동안 정치 지역은 총 665명의 어린이에게 유치원 보육을 제공했으며, 그중 232명의 어린이(34.9%)가 보조금을 받는 유치원 보육을 받았다. 주의 초등학교 프로그램은 학생들이 4년 동안 출석해야 한다. 시립 초등학교 프로그램에는 82명의 학생이 있었다. 의무 중학교 과정은 6년 동안 지속되며, 해당 학교의 학생은 71명이었다.
2000년 기준으로 팔레지유에는 다른 지자체에서 온 학생이 60명이었고, 거주자 126명이 지자체 외부 학교에 다녔다.